# مرگ در تشییع جنازه
مرگ در یک تشییع جنازه (۲۰۰۷) (انگلیسی: Death at a Funeral) فیلمی در ژانر کمدی به کارگردانی فرانک اوز است که در سال ۲۰۰۷ منتشر شد.

## خلاصه داستان
«دنیل» مرد جوان نجیبی است که بتازگی با «جین» ازدواج کرده و هنوز در خانهٔ پدرش زندگی می‌کند. بعد از مرگ پدرش، ترتیب دادن مراسم خاکسپاری با او می‌باشد. اما این مراسم آنطور که انتظار می‌رود برگزار نمی‌شود…

## بازیگران
- متیو مک‌فادین
- روپرت گراوس
- پیتر دینکلیج
- کلی هاوس
- آلن تودیک
- جین اشر
- پیتر وان
- پیتر ایگن
- آنجلا کارن